# Per al meu amic Serrat (álbum)
Per al meu amic...Serrat  (Para mi amigo...Serrat, en lengua castellana) es el título de un triple disco colectivo de homenaje a Joan Manuel Serrat editado en diciembre de 2006 por la compañía discográfica Discmedi, puesto a la venta en enero de 2007.
Las canciones interpretadas por diferentes artistas son versiones de canciones en lengua catalana del repertorio del cantautor Joan Manuel Serrat, y toma su título genérico del disco original Per al meu amic, editado en 1973 por Edigsa. También se realizó un documental emitido por TV3, en el que los artistas incluidos en el proyecto hablaban de lo que significaba para cada cual la figura de Joan Manuel Serrat, con imágenes de la grabación del disco. 

## Canciones
- 1. Antònia Font: ”Kubala”
- 2. Peret: ”Me'n vaig a peu”
- 3. Sergio Dalma: ”Ja tens l'amor”
- 4. Ginesa Ortega: ”Temps de pluja”
- 5. Moncho: ”Això que en diuen estar enamorat”
- 6. Sabor de Gràcia: ”Ara que tinc vint anys”
- 7. Falsterbo: ”Cançó de matinada”
- 8. Immigrasons, canta Silvia Pérez Cruz: ”Menuda”
- 9. Pascal Comelade: ”Cançó de bressol”
- 10. Big Mama: ”Per al meu amic”
- 11. Núria Feliu: ”Sota un cirerer florit”
- 12. Miguel Poveda: ”El meu carrer”
- 13. Dyango: ”Paraules d'amor”
- 14. Ricard Miralles: ”Com ho fa el vent/Els vells amants (Instrumental)”
- 15. Maria del Mar Bonet: ”La rosa de l'adéu”
- 16. Cris Juanico: ”Com ho fa es vent”
- 17. Josep Mas "Kitflus"/Carles Benavent: ”Plou al cor (Instrumental)”
- 18. Jofre Bardagí: ”Helena”
- 19. Pep Sala: ”Vaig com les aus”
- 20. Glissando: ”De mica en mica”
- 21. Shuarma (ex Elefantes): ”Cremant núvols”
- 22. Refree: ”La primera”
- 23. Miquel Gil: ”El drapaire”
- 24. Névoa: ”Cançó de l'amor petit”
- 25. Uc: ”Bon dia”
- 26. Cappela: ”Plany al mar”
- 27. Nina: ”Fins que cal dir-se adéu”
- 28. Joan Isaac: ”La tieta”
- 29. Rosa Zaragoza: ”Res no és mesquí”
- 30. Miqui Puig: ”Conillet de vellut”
- 31. Santi Arisa: ”El vell”
- 32. Marina Rossell: ”Pare”
- 33. Jaume Sisa: ”Perquè la gent s'avorreix tant?”
- 34. Los Manolos: ”Barcelona i jo”
- 35. Pau Riba: ”Balada per a un trobador”
- 36. Miquela Lladó: ”Me'n vaig a peu”
- 37. Marc Parrot: ”És quan dormo que hi veig clar”
- 38. Mónica Green: ”Sería fantàstic”
- 39. Pere Tàpias: ”Saps”
- 40. Tete Montoliu: ”Paraules d'amor”